# Militära grader under andra världskriget
Militära grader under andra världskriget visar tjänstegraderna i stormaktsarméerna under andra världskriget samt i Polen, Finland och Norge i jämförelse med den svenska arméns.

## Norden och Östeuropa
| #  | Sverige                 | Militära grader i Wehrmacht (Heer) | Polen                                                   | Militära grader i Röda armén | Finland             | Norge           |
| -- | ----------------------- | ---------------------------------- | ------------------------------------------------------- | ---------------------------- | ------------------- | --------------- |
| 1  | Fältmarskalk            | Reichsmarschall                    | Marszałek polski                                        | Marsjal Sovetskogo Sojuza    | Marskalk av Finland | -               |
| 1  | Fältmarskalk            | Reichsmarschall                    | Marszałek polski                                        | Glavnij marsjal roda vojsk   | Marskalk av Finland | -               |
| 1  | Fältmarskalk            | Generalfeldmarschall               | Marszałek polski                                        | Marsjal roda vojsk           | Fältmarskalk        | -               |
| 2  | General                 | Generaloberst                      | Generał broni                                           | General armiji               | General             | General         |
| 2  | General                 | General                            | Generał broni                                           | General-polkovnik            | General             | General         |
| 3  | Generallöjtnant         | Generalleutnant                    | Generał dywizji                                         | General-lejtenant            | Generallöjtnant     | Generalløytnant |
| 4  | Generalmajor            | Generalmajor                       | Generał brygady                                         | General-major                | Generalmajor        | Generalmajor    |
| 5  | Överste                 | Oberst                             | Pułkownik                                               | Polkovnik                    | Överste             | Oberst          |
| 6  | Överstelöjtnant         | Oberstleutnant                     | Podpułkownik                                            | Podpolkovnik                 | Överstelöjtnant     | Oberstløytnant  |
| 7  | Major                   | Major                              | Major                                                   | Major                        | Major               | Major           |
| 8  | Kapten Ryttmästare      | Hauptmann Rittmeister              | Kapitan Rotmistrz                                       | Kapitan                      | Kapten              | Kaptein         |
| 9  | Löjtnant                | Oberleutnant                       | Porucznik                                               | Starsjij lejtenant           | Löjtnant            | Løytnant        |
| 9  | Löjtnant                | Oberleutnant                       | Porucznik                                               | Lejtenant                    | Löjtnant            | Løytnant        |
| 10 | Fänrik                  | Leutnant                           | Podporucznik                                            | Mladsjij lejtenant           | Fänrik              | Fenrik          |
| 11 | Förvaltare              | -                                  | Chorąży                                                 | -                            | Flygmästare         | -               |
| 12 | Fanjunkare Styckjunkare | Stabsfeldwebel Stabswachtmeister   | Starszy sierżant Starszy wachmistrz Starszy ogniomistrz | Starsjina                    | Fältväbel           | -               |
| 12 | Fanjunkare Styckjunkare | Oberfeldwebel Oberwachtmeister     | Starszy sierżant Starszy wachmistrz Starszy ogniomistrz | Starsjina                    | Fältväbel           | -               |
| 13 | Sergeant                | Feldwebel Wachtmeister             | Sierżant Wachmistrz Ogniomistrz                         | Starsjij serzjant            | Översergeant        | Stabssersjant   |
| 13 | Sergeant                | Feldwebel Wachtmeister             | Sierżant Wachmistrz Ogniomistrz                         | Starsjij serzjant            | Översergeant        | Sersjant        |
| 14 | Överfurir               | Unterfeldwebel Unterwachtmeister   | -                                                       | -                            | -                   | -               |
| 15 | Furir                   | Unteroffizier                      | Plutonowy                                               | Serzjant                     | Sergeant            | -               |
| 16 | Korpral                 | Stabsgefreiter                     | Kapral                                                  | Mlladsjij serzjant           | Undersergeant       | Korporal        |
| 16 | Korpral                 | Obergefreiter                      | Kapral                                                  | Mlladsjij serzjant           | Undersergeant       | Korporal        |
| 17 | Vicekorpral             | Gefreiter                          | Starszy szeregowy                                       | Jefrejtor                    | Korpral             | Visekorporal    |
| 18 | Menig                   | Oberschütze                        | Szeregowy                                               | Krasnoarmejets               | Menig               | Menig           |
| 18 | Menig                   | Schütze                            | Szeregowy                                               | Krasnoarmejets               | Menig               | Menig           |

1. 1 2  Införd 1942
2. 1 2  Införd 1943
3. ↑  Endast vid den Norska brigaden i Skottland.

## Västeuropa, USA, Japan
| #  | Sverige                 | Storbritannien            | Frankrike                                    | Militära grader i Förenta Staternas armé under andra världskriget | Militära grader i Italien under andra världskriget | Militära grader i Japan under andra världskriget |
| -- | ----------------------- | ------------------------- | -------------------------------------------- | ----------------------------------------------------------------- | -------------------------------------------------- | ------------------------------------------------ |
| 1  | Fältmarskalk            | Field-Marshal             | Maréchal de France                           | General of the Army                                               | Primo maresciallo dell'Impero                      | Dai-Gensui Rikugun Taishō                        |
| 1  | Fältmarskalk            | Field-Marshal             | Maréchal de France                           | General of the Army                                               | Maresciallo d'Italia                               | Gensui Rikugun Taishō                            |
| 2  | General                 | General                   | Général d'armée                              | General                                                           | Generale d'armata                                  | Rikugun Taishō                                   |
| 2  | General                 | General                   | Général d'armée                              | General                                                           | Generale di corpo d'armata designato d'armata      | Rikugun Taishō                                   |
| 3  | Generallöjtnant         | Lieutenant-General        | Général de corps d'armée                     | Lieutenant General                                                | Generale di corpo d'armata                         | Rikugun Chūjō                                    |
| 3  | Generallöjtnant         | Lieutenant-General        | Général de division                          | Lieutenant General                                                | Generale di divisione                              | Rikugun Chūjō                                    |
| 4  | Generalmajor            | Major-General             | Général de brigade                           | Major General                                                     | Generale di brigata                                | Rikugun Shōshō                                   |
| 4  | Generalmajor            | Major-General             | Général de brigade                           | Brigadier General                                                 | Generale di brigata                                | Rikugun Shōshō                                   |
| 5  | Överste                 | Brigadier                 | Colonel                                      | Colonel                                                           | Colonello                                          | Rikugun Taisa                                    |
| 5  | Överste                 | Colonel                   | Colonel                                      | Colonel                                                           | Colonello                                          | Rikugun Taisa                                    |
| 6  | Överstelöjtnant         | Lieutenant-Colonel        | Lieutenant colonel                           | Lieutenant Colonel                                                | Tenente colonnello                                 | Rikugun Chūsa                                    |
| 7  | Major                   | Major                     | Commandant Chef de bataillon Chef d'escadron | Major                                                             | Maggiore                                           | Rikugun Shōsa                                    |
| 8  | Kapten Ryttmästare      | Captain                   | Capitaine                                    | Captain                                                           | 1º capitano                                        | Rikugun Taii                                     |
| 8  | Kapten Ryttmästare      | Captain                   | Capitaine                                    | Captain                                                           | Capitano                                           | Rikugun Taii                                     |
| 9  | Löjtnant                | Lieutenant                | Lieutenant                                   | First Lieutenant                                                  | 1º tenente                                         | Rikugun Chūi                                     |
| 9  | Löjtnant                | Lieutenant                | Lieutenant                                   | First Lieutenant                                                  | Tenente                                            | Rikugun Chūi                                     |
| 10 | Fänrik                  | Second-Lieutenant         | Sous-lieutenant                              | Second Lieutenant                                                 | Sottotenente                                       | Rikugun Shōi                                     |
| 11 | Förvaltare              | Warrant Officer Class I   | Adjudant-chef                                | Chief Warrant Officer                                             | Aiutante di battaglia                              | -                                                |
| 11 | Förvaltare              | Warrant Officer Class I   | Adjudant-chef                                | Warrant Officer Flight Officer                                    | Aiutante di battaglia                              | -                                                |
| 12 | Fanjunkare Styckjunkare | Warrant Officer Class II  | Adjudant                                     | First Sergeant Master Sergeant                                    | Maresciallo maggiore                               | Jun-i                                            |
| 12 | Fanjunkare Styckjunkare | Warrant Officer Class III | Adjudant                                     | First Sergeant Master Sergeant                                    | Maresciallo maggiore                               | Jun-i                                            |
| 13 | Sergeant                | Staff Serjeant            | Sergent-chef                                 | Technical Sergeant                                                | Maresciallo capo                                   | Sōchō                                            |
| 13 | Sergeant                | Serjeant                  | Sergent-chef                                 | Technical Sergeant                                                | Maresciallo ordinario                              | Sōchō                                            |
| 14 | Överfurir               | -                         | -                                            | Staff Sergeant                                                    | Sergente maggiore                                  | -                                                |
| 15 | Furir                   | -                         | Sergent                                      | Sergeant                                                          | Sergente                                           | Gunsō                                            |
| 16 | Korpral                 | Corporal                  | Caporal-chef                                 | Corporal                                                          | Caporalmaggiore                                    | Gochō                                            |
| 16 | Korpral                 | Corporal                  | Caporal                                      | Corporal                                                          | Caporalmaggiore                                    | Gochō                                            |
| 17 | Vicekorpral             | Lance-Corporal            | Soldat 1re classe                            | Private First Class                                               | Caporale                                           | Heichō                                           |
| 18 | Menig                   | Private                   |                                              | Private                                                           | Appuntato                                          | Jōtōhei                                          |
| 18 | Menig                   | Private                   | Soldat 2e classe                             | Private                                                           |                                                    | Ittōhei                                          |
| 18 | Menig                   | Private                   |                                              | Private                                                           | Soldato                                            | Nitōhei                                          |

1. ↑  Införd 1944
2. ↑  Endast vid United States Army Air Forces.
3. ↑  Endast 1938-1940.
4. ↑  Endast vid kavalleriet.